# Třída Huon
Třída Huon je třída minolovek australského královského námořnictva. Jedná se o variantu italské třídy Lerici. Austrálie získala celkem šest jednotek této třídy. Prototyp byl do služby přijat roku 1999. První dvě jednotky byly vyřazeny roku 2018 a třetí roku 2024.

## Stavba
Objednávka byla podepsána v roce 1994. Všech šest lodí postavila australská společnost ADI Limited ve své loděnici v Newcastlu. Do služby jednotlivé lodě vstupovaly mezi léty 1999–2003.
Jednotky třídy Huon:
| Jméno             | Spuštěna          | Vstup do služby | Status                                                  |
| ----------------- | ----------------- | --------------- | ------------------------------------------------------- |
| Huon (M 82)       | 25. července 1997 | 15. května 1999 | vyřazena 30. května 2024                                |
| Hawkesbury (M 83) | 24. dubna 1998    | 12. února 2000  | roku 2009 převedena do rezervy, vyřazena 31. října 2018 |
| Norman (M 84)     | 3. května 1999    | 26. srpna 2000  | roku 2009 převedena do rezervy, vyřazena 20. září 2018  |
| Gascoyne (M 85)   | 11. března 2000   | 2. června 2001  | aktivní                                                 |
| Diamantina (M 86) | 2. prosince 2000  | 4. května 2002  | aktivní                                                 |
| Yarra (M 87)      | 19. ledna 2002    | 1. března 2003  | aktivní                                                 |

## Konstrukce

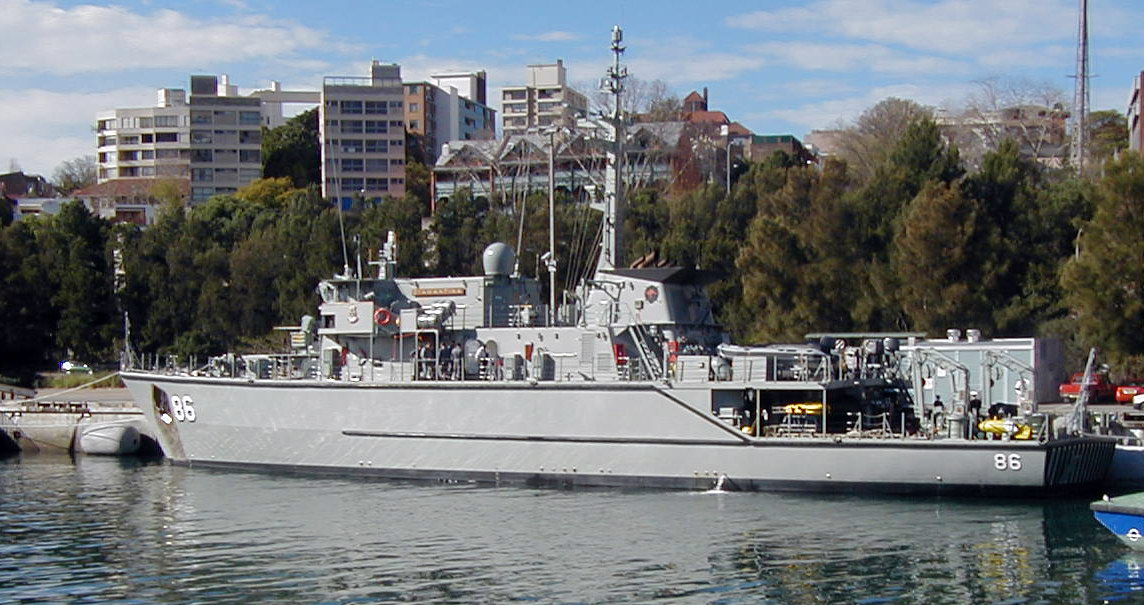
HMAS Diamantina (M 86)

Plavidla mají samonosný trup ze sklolaminátu. Obrannou výzbroj tvoří jeden 30mm dvouúčelový kanón Oerlikon KCB s rychlostí palby 650 ran za minutu v dálkově ovládané zbraňové stanici MSI DS30B na přídi. Dostřel kanónu je 3 km proti vzdušným cílům a 10 km proti hladinovým cílům. Miny jsou vyhledávány pomocí sonaru s měnitelnou hloubkou ponoru typu 2093 a dalších detekčních systémů. Každá minolovka nese dva systémy pro odstraňování min Bofors SUTEC Double Eagle II. Nasazeni mohou být i potápěči. Palubní dekompresní komora jich pojme šest. Pohonný systém tvoří jeden diesel Fincantieri GMT BL230-BN, každý o výkonu 1985 hp, pohánějící jeden lodní šroub se stavitelnými lopatkami. Nejvyšší rychlost dosahuje 14 uzlů. Dosah je 1600 námořních mil při rychlosti 12 uzlů. Vytrvalost je 19 dní.